# Garnet ~Kindan no Sono E~
Garnet ~Kindan no Sono E~ (jap. Garnet ～禁断の園へ～) – czternasty i ostatni singel Malice Mizer wydany 30 listopada 2001.

## Lista utworów
1. Garnet ~Kindan no Sono E~ (Garnet ～禁断の園へ～)
2. Gensou Rakuen (幻想楽園)
3. Garnet ~Kindan no Sono E~ (Instrumental)
4. Gensou Rakuen (Instrumental)